# Cardhu

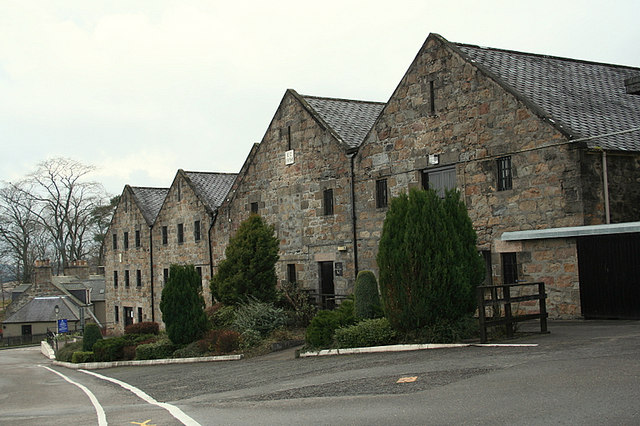
Lagerhäuser

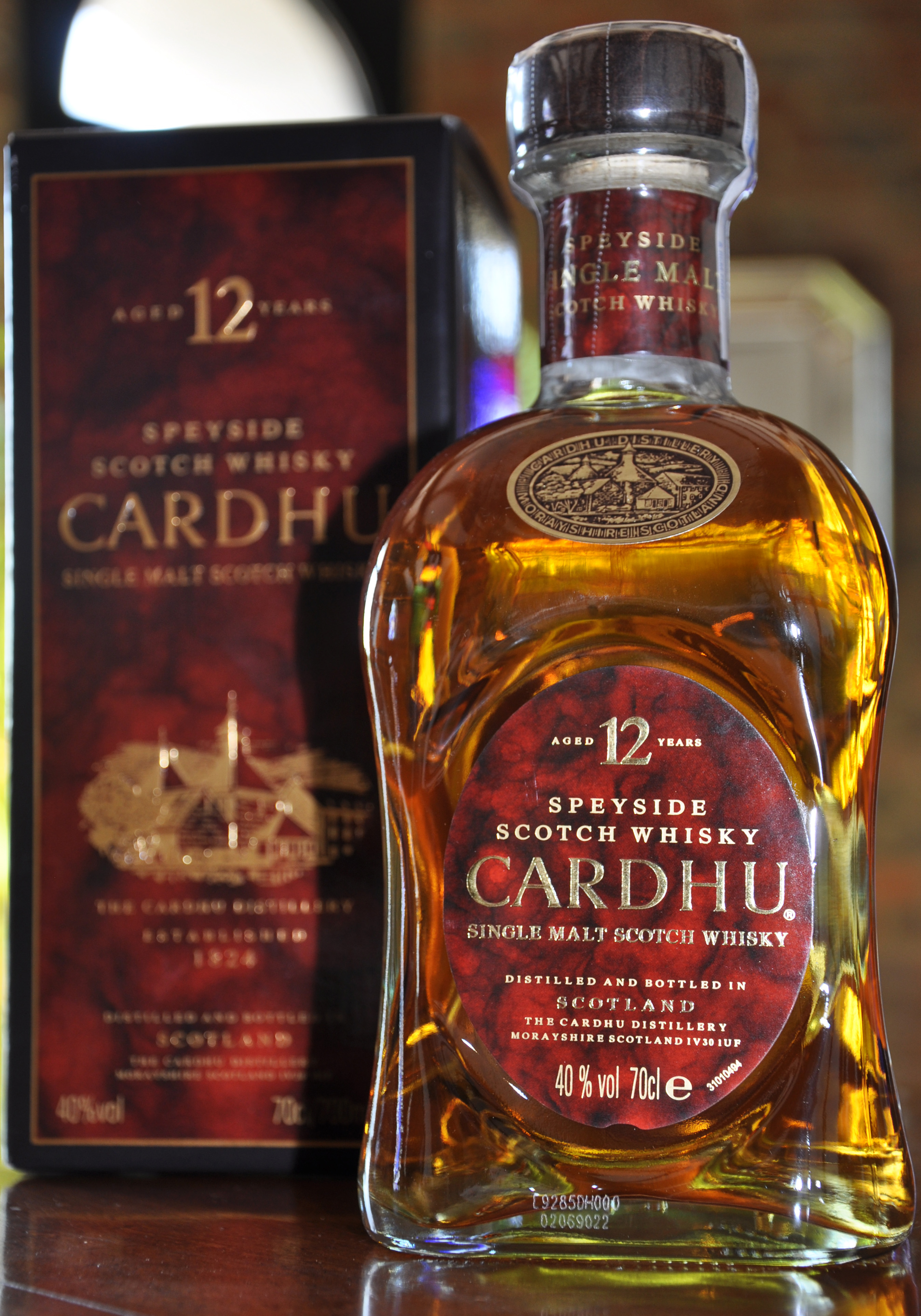
CARDHU-Flasche und -Verpackung

Cardhu [kaɾˈdu] (früher: Cardow) ist eine Whisky-Brennerei bei Cardow, Knockando, Banffshire, Schottland, Großbritannien. Momentaner Eigentümer ist Diageo.

## Geschichte
- 1824 Gründung der Brennerei Cardow durch John und Helen Cumming.
- 1884 Neuaufbau auf einem benachbarten Gelände durch Elizabeth Cumming, der Tochter von John und Helen. Sie verkaufte unter anderem die alten Brennblasen an William Grant, der damit Glenfiddich ausstattete.
- 1893 Verkauf an John Walker & Sons Ltd. (Johnnie Walker).
- 1925 Distillers Company Limited (DCL) übernimmt John Walker & Sons Ltd. und damit auch Cardow.
- 1960 von vier auf sechs Brennblasen erweitert.
- 1983 Umbenennung der Brennerei in Cardhu.
- 1987 Übernahme durch Diageo.

Cardhu ist gälisch und bedeutet „schwarzer Fels“.
2023 betrug die Besucherzahl etwa 32.000 Personen.

## Produktion
Das Wasser der zur Region Speyside gehörenden Brennerei stammt aus Quellen des Mannoch Hill und des Lyne Burn. Sie verfügt über einen Maischbottich (mash tun) (7,2 t) und 8 Gärbottiche (wash backs) (zusammen 296.000 l). Destilliert wird in drei wash stills (zusammen 36.000 l) und drei spirit stills (zusammen 31.500 l), die durch Dampf erhitzt werden.

## Produkte
Der Whisky aus dieser Brennerei bildet einen wichtigen Bestandteil der Johnnie Walker Blends. Unter dem eigenen Label erscheinen ein 12-jähriger, ein 15-jähriger, ein 18-jähriger und ein 22-jähriger Single-Malt-Whisky. Außerdem gibt es in kleinen Auflagen den Special Cask Reserve, ebenfalls ein Single-Malt-Whisky und mittlerweile auch weitere Abfüllungen ohne Altersangabe, z. B. Amber Rock und Gold Reserve. Als Rare Malt wurde Cardhu bislang zweimal abgefüllt, 1998 und 2000. Von dem unabhängigen Abfüller Signatory gibt es einen 27-jährigen, abgefüllt 1999.
In den 70er und 80er Jahren gab es Abfüllungen eines 8-jährigen und eines 15-jährigen Cardhu. Diese sind rar und unter Sammlern entsprechend begehrt.
Ein sogenannter „Pure Malt“ Whisky, dessen Bestandteile mindestens 12 Jahre alte Single-Malts aus benachbarten Speyside-Brennereien sind, erregte die Gemüter 2003, da dieser in einer nahezu identischen Flasche wie der Single-Malt-Whisky abgefüllt wurde. Diageo zog den „Pure Malt“ Anfang 2004 wieder zurück. Um solche Vorfälle in Zukunft zu vermeiden, wurden in den Scotch Whisky Regulations von 2009 die Kategorien neu definiert. Ob dies wirklich für mehr Klarheit sorgt, ist allerdings fraglich, da „Vatted Malt“ jetzt „Blended Malt“ heißt, was leicht mit „Blended (Scotch) Whisky“ verwechselt werden kann.